# Michał Zaborowski
Michał Zaborowski (ur. 14 lutego 1960 w Gdańsku) – polski artysta malarz.

## Życiorys
Michał Zaborowski, ur. 14 lutego 1960 roku w Gdańsku. Synem Andrzeja Zaborowskiego, malarza, członka Grupy 55.
Absolwent Wydziału Malarstwa Akademii Sztuk Pięknych w Warszawie. Dyplom uzyskał w pracowni prof. Ludwika Maciąga w 1985 roku. Jego pierwsza wystawa była w Galerii Zapiecek w Warszawie w 1987 roku, w którym otrzymał złoty medal na Biennale Sztuki Sakralnej w Gorzowie Wielkopolskim. Swoje prace wystawiał też w galeriach europejskich i amerykańskich.
Zaczynał od malowania i ozdabiania witrażami wnętrz kościołów. W 1986 roku otrzymał stypendium Generała Ojców Pallotynów w Rzymie. Jego największymi osiągnięciami w dziedzinie sztuki sakralnej jest monumentalna polichromia „Niebiańska Jerozolima” w kościele o.o. Pallotynów w Warszawie oraz ogromny, o powierzchni 600 m² witraż w kościele Księży Pallotynów w Ożarowie.
Jego twórczość skupiona jest na nastroju, w swoich pracach wyizolowuje ludzi i rzeczy z czasu. Na moment zatrzymuje akcję, poświęcając się detalicznemu przedstawieniu wszystkich szczegółów, a przede wszystkim oddaniu nastroju sceny, natomiast sam przebieg akcji przed i po zatrzymaniu nie ma dla niego większego znaczenia. Jego malarstwo bliskie jest pracom Edwarda Hoppera i Balthusa.
Artysta ma za sobą kilkadziesiąt wystaw indywidualnych w kraju i na świecie. Jego prace znajdują się w kolekcjach instytucjonalnych i prywatnych w Polsce oraz w USA, Hiszpanii, Francji, Niemczech, Kanadzie, Wielkiej Brytanii, Danii, Szwecji, Australii i we Włoszech.

## Nagrody i wyróżnienia
1987- Złoty Medal na Biennale Sztuki Sakralnej w Gorzowie
1986 – stypendium Generała Zakonu Ojców Pallotynów w Rzymie

## Ważniejsze wystawy indywidualne
- 1987 – Galeria Zapiecek, Warszawa
- 1994 – Galeria Art, Warszawa
- 1994 – Galerie Espace Degre, Luxemburg
- 1995 – wystawa mebli unikatowych, Galeria Opera, Warszawa
- 1999 – „Agnieszka, Inga, Julia, Lara”, Galeria Karowa, Warszawa
- 2000 – Monte Carlo Investment Forum, Monte Carlo, Monaco pod patronatem Księcia Alberta
- 2001 – „The Delicate Spilit”, Wally Findlay Galleries, Palm Beach, Florida, USA
- 2001 – Wally Findlay Galleries, New York, USA
- 2002 – “Anticipation”, Simon Patrich Gallery, Vancouver, Kanada
- 2002 – “Wenecja-Zakopane miasta siostrzane; część I – Wenecja”, Galeria Karowa, Warszawa
- 2003 – “Before and after the party”, John Berggruen Gallery Building, San Francisco, California, USA
- 2005 – „2005 American Tour”, Santa Fe Fine Art Gallery, Santa Fe, New Mexico, USA; Vail Fine Art  Gallery, Vail, Colorado, USA, Aspen Fine Art Gallery, Aspen, Colorado, USA
- 2007 – “H2O”, Nevin Kelly Gallery, Washington, USA
- 2007 – “De lo pictorio del Mito”, Palacio de Pimentel, Diputacion de Valladolid, Valladolid, Hiszpania
- 2009 – „Biblia Pauperum”, Galeria od czasu do czasu..., Festiwal Polskich Filmów Fabularnych, Gdynia
- 2011 – Unit24 London
- 2012 - „Przeglad”, Muzeum Niepodległości, Warszawa
- 2014 - „Po prostu malarstwo”, Galeria Stalowa, Warszawa

## Ważniejsze wystawy zbiorowe
- 2004 – „ Warszawa w Wilnie”, Wilno, Litwa
- 2004 – „ Warszawa w Kijowie”,  Kijow, Ukraina
- 2004 – Palm Beach Contemporary Art Fair, Alexia Goethe Fine Art (London), West Palm Beach, Florida, USA
- 2004 – ArtLondon, Alexia Goethe Fine Art., London, UK
- 2005 – Art Miami, Alexia Goethe Fine Art, Miami Beach, Florida (USA)